# Ivica Olić
Ivica Olić (Slavonski Brod, 14 de septiembre de 1979) es un exfutbolista croata que jugaba en la posición de delantero. Actualmente entrena a CSKA de Moscú.

## Trayectoria
Olić nació y se crio en la aldea de Davor cerca de Slavonski Brod, Croacia. Empezó a jugar al fútbol para el club local Marsonia en 1996, y pasó allí dos buenas temporadas antes de que fuera adquirido por el Hertha de Berlín en 1998. No jugó mucho allí, y volvió a casa a Marsonia el año siguiente.
Después de otra exitosa temporada en Marsonia (en la temporada 2000/01 marcó 17 goles en 29 juegos), en 2001 se trasladó a NK Zagreb, donde anotaría 21 goles en 28 apariciones y ayudó a su equipo a ganar la liga. La temporada siguiente se mudó al Dinamo Zagreb, en la que anotó 16 goles en 27 partidos, y se convirtió en el mejor goleador de la Primera Liga de Croacia.
En 2003, fue adquirido por el CSKA Moscú. Su forma aumentó gradualmente, y en la temporada 2005 contribuyó con 10 goles en el doble de juegos.
Olić era parte de la selección nacional croata en la Copa Mundial de Fútbol 2002 en la que jugó en dos partidos y marcó un gol además de una gran actuación ante Italia. También jugó tres partidos con Croacia en la Eurocopa 2004, y dos partidos en la Copa Mundial de Fútbol 2006.
El 17 de septiembre de 2006 se le apartó de la selección de Croacia por un partido, debido a una tarde-noche de fiesta junto a los jugadores Darijo Srna y Boško Balaban.
En enero de 2007 se trasladó a Hamburgo, jugando su primer partido de la Bundesliga contra el Energie Cottbus, el 31 de enero. Se le incorporó porque el Hamburgo había acabado en la zona de descenso antes de la pausa invernal. Se trabajó mucho en la etapa final de la Bundesliga y como resultado de ello el Hamburgo terminó séptimo, en 2007 Olić ganó una Copa Intertoto. Marcó dos goles en el último partido de la Bundesliga 2006-2007 contra el Alemannia Aachen que terminó 4-0.
A pesar de que a menudo es elogiado por su gran trabajo con grandes dosis de resistencia y esfuerzo en el campo y su capacidad para luchar sólo contra dos o tres defensores, también es criticado a menudo por su falta de gol entre los aficionados de la selección croata.
El 1 de julio de 2009 fue contratado por el equipo alemán Bayern Múnich marcando 11 goles en 29 partidos de liga y ayudó al Bayern a llegar a la final de la UEFA Champions League 3 años después con grandes actuaciones en cuartos y semifinales. Tiene contrato con el club alemán hasta el 30 de junio de 2012. Una vez finalizado su contrato fue traspasado al VfL Wolfsburg.
Tras un gran rendimiento en los Lobos, donde ha conseguido anotar 28 goles en Liga en dos temporadas y media, Olić decide volver al Hamburgo el 30 de enero de 2015, firmando un contrato hasta junio de 2016. Sin tener mayores sobresaltos, el futbolista deja el club.
El 26 de julio de 2016, Olić firmó un contrato de un año con el 1860 Múnich de la 2. Bundesliga, y tras una extensa carrera, el 25 de junio de 2017 Olić anunció su retiro.
El 23 de octubre de 2017, Olić fue presentado como entrenador asistente del recién nombrado entrenador Croacia, Zlatko Dalić, antes de un partido de clasificación para la Copa del Mundo contra Grecia.
En este cargo, el croata consiguió un subcampeonato en la UEFA National League al perder la final contra España por penales.

### Clubes
| Club                   | País                | Año       | Partidos | Goles | Media |
| ---------------------- | ------------------- | --------- | -------- | ----- | ----- |
| N. K. Marsonia         | Croacia             | 1996-1998 | 42       | 17    | 0.4   |
| Hertha Berlín          | Alemania            | 1998-1999 | 3        | 0     | 0     |
| N. K. Marsonia         | Croacia             | 1999-2001 | 42       | 21    | 0.5   |
| N. K. Zagreb           | Croacia             | 2001-2002 | 28       | 21    | 0.75  |
| G. N. K. Dinamo Zagreb | Croacia             | 2002-2003 | 32       | 21    | 0.66  |
| P. F. C. CSKA Moscú    | Rusia               | 2003-2007 | 118      | 43    | 0.36  |
| Hamburgo S. V.         | Alemania            | 2007-2009 | 115      | 48    | 0.42  |
| F. C. Bayern Múnich    | Alemania            | 2009-2012 | 80       | 23    | 0.29  |
| VfL Wolfsburgo         | Alemania            | 2012-2015 | 97       | 33    | 0.34  |
| Hamburgo S. V.         | Alemania            | 2015-2016 | 28       | 3     | 0.11  |
| T. S. V. 1860 Múnich   | Alemania            | 2016-2017 | 32       | 5     | 0.16  |
| Total en su carrera    | Total en su carrera | 1996-2017 | 615      | 233   | 0.38  |

## Estadísticas

### Clubes
La siguiente tabla detalla los encuentros disputados y los goles marcados en los clubes en los que ha militado.
| Club                     | Div.                | Temporada           | Liga | Liga | Copas Nacionales * | Copas Nacionales * | Copas Internacionales ** | Copas Internacionales ** | Total | Total |
| Club                     | Div.                | Temporada           | PJ   | G    | PJ                 | G                  | PJ                       | G                        | PJ    | G     |
| ------------------------ | ------------------- | ------------------- | ---- | ---- | ------------------ | ------------------ | ------------------------ | ------------------------ | ----- | ----- |
| Marsonia · Croacia       | 1.ª                 | 1996-97             | 9    | 0    | 0                  | 0                  | 0                        | 0                        | 9     | 0     |
| Marsonia · Croacia       | 3.ª                 | 1997-98             | 24   | 9    | 0                  | 0                  | 0                        | 0                        | 24    | 9     |
| Marsonia · Croacia       | 3.ª                 | 1998-99             | 9    | 8    | 0                  | 0                  | 0                        | 0                        | 9     | 8     |
| Marsonia · Croacia       | 2.ª                 | 1999-00             | 13   | 4    | 0                  | 0                  | 0                        | 0                        | 13    | 4     |
| Marsonia · Croacia       | 1.ª                 | 2000-01             | 29   | 17   | 0                  | 0                  | 0                        | 0                        | 29    | 17    |
| Marsonia · Croacia       | 1.ª                 | Total               | 84   | 38   | 0                  | 0                  | 0                        | 0                        | 84    | 38    |
| Hertha Berlín · Alemania | 1.ª                 | 1998-99             | 2    | 0    | 1                  | 0                  | 0                        | 0                        | 3     | 0     |
| Hertha Berlín · Alemania | 1.ª                 | Total               | 2    | 0    | 1                  | 0                  | 0                        | 0                        | 3     | 0     |
| NK Zagreb · Croacia      | 1.ª                 | 2001-02             | 28   | 21   | 0                  | 0                  | 0                        | 0                        | 28    | 21    |
| NK Zagreb · Croacia      | 1.ª                 | Total               | 28   | 21   | 0                  | 0                  | 0                        | 0                        | 28    | 21    |
| Dinamo Zagreb · Croacia  | 1.ª                 | 2002-03             | 27   | 16   | 0                  | 0                  | 5                        | 3                        | 32    | 21    |
| Dinamo Zagreb · Croacia  | 1.ª                 | Total               | 27   | 16   | 0                  | 0                  | 5                        | 3                        | 32    | 21    |
| CSKA Moscú · Rusia       | 1.ª                 | 2003                | 10   | 7    | 2                  | 1                  | 0                        | 0                        | 12    | 8     |
| CSKA Moscú · Rusia       | 1.ª                 | 2004                | 24   | 9    | 3                  | 1                  | 16                       | 0                        | 43    | 10    |
| CSKA Moscú · Rusia       | 1.ª                 | 2005                | 20   | 10   | 5                  | 1                  | 0                        | 0                        | 25    | 11    |
| CSKA Moscú · Rusia       | 1.ª                 | 2006                | 24   | 9    | 5                  | 2                  | 9                        | 3                        | 38    | 14    |
| CSKA Moscú · Rusia       | 1.ª                 | Total               | 78   | 35   | 15                 | 5                  | 25                       | 3                        | 118   | 43    |
| Hamburgo · Alemania      | 1.ª                 | 2006-07             | 15   | 5    | 0                  | 0                  | 0                        | 0                        | 15    | 5     |
| Hamburgo · Alemania      | 1.ª                 | 2007-08             | 32   | 14   | 4                  | 2                  | 14                       | 2                        | 50    | 18    |
| Hamburgo · Alemania      | 1.ª                 | 2008-09             | 31   | 10   | 5                  | 6                  | 14                       | 9                        | 50    | 25    |
| Hamburgo · Alemania      | 1.ª                 | 2015                | 16   | 2    | 2                  | 0                  | -                        | -                        | 18    | 2     |
| Hamburgo · Alemania      | 1.ª                 | 2015-16             | 8    | 0    | 0                  | 0                  | -                        | -                        | 8     | 0     |
| Hamburgo · Alemania      | 1.ª                 | Total               | 102  | 31   | 11                 | 8                  | 28                       | 11                       | 141   | 50    |
| Bayern Múnich · Alemania | 1.ª                 | 2009-10             | 29   | 11   | 2                  | 1                  | 10                       | 7                        | 41    | 19    |
| Bayern Múnich · Alemania | 1.ª                 | 2010-11             | 6    | 0    | 1                  | 0                  | 3                        | 0                        | 10    | 0     |
| Bayern Múnich · Alemania | 1.ª                 | 2011-12             | 20   | 2    | 4                  | 0                  | 5                        | 2                        | 29    | 7     |
| Bayern Múnich · Alemania | 1.ª                 | Total               | 55   | 13   | 7                  | 1                  | 18                       | 9                        | 80    | 23    |
| Wolfsburgo · Alemania    | 1.ª                 | 2012-13             | 32   | 9    | 5                  | 4                  | 0                        | 0                        | 37    | 13    |
| Wolfsburgo · Alemania    | 1.ª                 | 2013-14             | 32   | 14   | 5                  | 1                  | 3                        | 0                        | 37    | 15    |
| Wolfsburgo · Alemania    | 1.ª                 | 2014                | 14   | 5    | 1                  | 0                  | 5                        | 0                        | 20    | 5     |
| Wolfsburgo · Alemania    | 1.ª                 | Total               | 78   | 28   | 11                 | 5                  | 8                        | 0                        | 97    | 33    |
| 1860 Múnich · Alemania   | 2.ª                 | 2016-17             | 30   | 5    | 1                  | 0                  | -                        | -                        | 31    | 5     |
| 1860 Múnich · Alemania   | 2.ª                 | Total               | 30   | 5    | 1                  | 0                  | -                        | -                        | 31    | 5     |
| Total en su carrera      | Total en su carrera | Total en su carrera | 484  | 188  | 46                 | 19                 | 84                       | 26                       | 614   | 233   |

## Selección nacional
Fue internacional con la Selección de Croacia en 101 partidos marcando 20 goles, hizo su debut el 13 de febrero de 2002 frente a Bulgaria, de sus destacados goles fueron uno a Alemania en la Eurocopa 2008, otro a Italia en la Copa Mundial de Fútbol 2002 y uno más en la Copa Mundial de Fútbol de 2014 en la goleada a la Camerún convirtiendo el 2 a 0 parcial, terminando 4 a 0.
El 14 de mayo de 2014, Olić fue incluido en la lista preliminar de 30 jugadores que representarán a Croacia en la Copa Mundial de Fútbol de 2014 en Brasil, siendo ratificado en la lista final de 23 futbolistas el 31 de mayo.

### Participaciones en fases finales
| Competición            | Categoría | Sede                  | Resultado        | Partidos | Goles |
| ---------------------- | --------- | --------------------- | ---------------- | -------- | ----- |
| Copa Mundial FIFA 2002 | Absoluta  | Corea del Sur y Japón | Primera fase     | 2        | 1     |
| UEFA Euro 2004         | Absoluta  | Portugal              | Primera fase     | 3        | 0     |
| Copa Mundial FIFA 2006 | Absoluta  | Alemania              | Primera fase     | 2        | 0     |
| UEFA Euro 2008         | Absoluta  | Austria y Suiza       | Cuartos de final | 3        | 1     |
| Copa Mundial FIFA 2014 | Absoluta  | Brasil                | Primera fase     | 3        | 1     |
| Total                  | –         | –                     | –                | 13       | 3     |

### Participaciones en fases Clasificatorias
| Competición                         | Categoría | Sede   | Resultado       | Partidos | Goles |
| ----------------------------------- | --------- | ------ | --------------- | -------- | ----- |
| Clasificación para la Eurocopa 2004 | Absoluta  | Europa | Clasificado     | 7        | 1     |
| Clasificación Mundial 2006          | Absoluta  | Europa | Clasificado     | 5        | 0     |
| Clasificación para la Eurocopa 2008 | Absoluta  | Europa | Clasificado     | 8        | 1     |
| Clasificación Mundial 2010          | Absoluta  | Europa | No se clasificó | 8        | 3     |
| Clasificación para la Eurocopa 2012 | Absoluta  | Europa | Clasificado     | 5        | 2     |
| Clasificación Mundial 2014          | Absoluta  | Europa | Clasificado     | 7        | 1     |
| Clasificación para la Eurocopa 2016 | Absoluta  | Europa | Clasificado     | 7        | 1     |
| Total                               | –         | –      | –               | 47       | 9     |

### Goles internacionales
|     | Fecha                   | Sede                                  | Oponente             | Gol marcado | Resultado final | Competencia                         |
| --- | ----------------------- | ------------------------------------- | -------------------- | ----------- | --------------- | ----------------------------------- |
| 1.  | 17 de abril de 2002     | Estadio Maksimir, Zagreb, Croacia     | Bosnia y Herzegovina | 1–0         | 2–0             | Amistoso                            |
| 2.  | 8 de junio de 2002      | Estadio Kashima, Kashima, Japón       | Italia               | 1–1         | 2–1             | Copa Mundial de Fútbol de 2002      |
| 3.  | 30 de abril de 2003     | Råsunda Stadium, Solna, Suecia        | Suecia               | 1–0         | 2–1             | Amistoso                            |
| 4.  | 11 de octubre de 2003   | Estadio Maksimir, Zagreb, Croacia     | Bulgaria             | 1–0         | 1–0             | Clasificación para la Eurocopa 2004 |
| 5.  | 29 de mayo de 2004      | Estadio Kantrida, Rijeka, Croacia     | Eslovaquia           | 1–0         | 1–0             | Amistoso                            |
| 6.  | 5 de junio de 2004      | Parken Stadium, Copenhague, Dinamarca | Dinamarca            | 2–0         | 2–1             | Amistoso                            |
| 7.  | 16 de octubre de 2007   | Estadio Kantrida, Rijeka, Croacia     | Eslovaquia           | 1–0         | 3-0             | Amistoso                            |
| 8.  | 16 de octubre de 2007   | Estadio Kantrida, Rijeka, Croacia     | Eslovaquia           | 3–0         | 3-0             | Amistoso                            |
| 9.  | 21 de noviembre de 2007 | Estadio Wembley, Londres, Inglaterra  | Inglaterra           | 2–0         | 3–2             | Clasificación para la Eurocopa 2008 |
| 10. | 12 de junio de 2008     | Hypo-Arena, Klagenfurt, Austria       | Alemania             | 2–0         | 2–1             | Eurocopa 2008                       |
| 11. | 15 de octubre de 2008   | Estadio Maksimir, Zagreb, Croacia     | Andorra              | 2–0         | 4–0             | Clasificación Mundial 2010          |
| 12. | 12 de agosto de 2009    | Dinamo Stadium, Minsk, Bielorrusia    | Bielorrusia          | 1–0         | 3–1             | Clasificación Mundial 2010          |
| 13. | 12 de agosto de 2009    | Dinamo Stadium, Minsk, Bielorrusia    | Bielorrusia          | 3–1         | 3–1             | Clasificación Mundial 2010          |
| 14. | 3 de septiembre de 2010 | Skonto Stadium, Riga, Letonia         | Letonia              | 2–0         | 3–0             | Clasificación para la Eurocopa 2012 |
| 15. | 11 de noviembre de 2011 | Türk Telekom Arena, Estambul, Turquía | Turquía              | 1–0         | 3–0             | Clasificación para la Eurocopa 2012 |
| 16. | 22 de marzo de 2013     | Estadio Maksimir, Zagreb, Croacia     | Serbia               | 2–0         | 2–0             | Clasificación Mundial 2014          |
| 17. | 5 de marzo de 2014      | AFG Arena, St. Gallen, Suiza          | Suiza                | 1–1         | 2-2             | Amistoso                            |
| 18. | 5 de marzo de 2014      | AFG Arena, St. Gallen, Suiza          | Suiza                | 2–2         | 2-2             | Amistoso                            |
| 19. | 18 de junio de 2014     | Arena da Amazônia, Manaus, Brasil     | Camerún              | 1–0         | 4–0             | Copa Mundial de Fútbol de 2014      |
| 20. | 28 de marzo de 2015     | Estadio Maksimir, Zagreb, Croacia     | Noruega              | 3–0         | 5–1             | Clasificación para la Eurocopa 2016 |

## Palmarés

### Campeonatos nacionales
| Título                | Club           | País     | Año     |
| --------------------- | -------------- | -------- | ------- |
| Druga HNL             | NK Marsonia    | Croacia  | 2000    |
| Prva HNL              | NK Zagreb      | Croacia  | 2001/02 |
| Prva HNL              | Dinamo Zagreb  | Croacia  | 2002/03 |
| Supercopa de Croacia  | Dinamo Zagreb  | Croacia  | 2003    |
| Liga Premier de Rusia | PFC CSKA Moscú | Rusia    | 2003    |
| Supercopa de Rusia    | PFC CSKA Moscú | Rusia    | 2004    |
| Liga Premier de Rusia | PFC CSKA Moscú | Rusia    | 2005    |
| Copa de Rusia         | PFC CSKA Moscú | Rusia    | 2005    |
| Liga Premier de Rusia | PFC CSKA Moscú | Rusia    | 2006    |
| Supercopa de Rusia    | PFC CSKA Moscú | Rusia    | 2006    |
| Copa de Rusia         | PFC CSKA Moscú | Rusia    | 2006    |
| Bundesliga            | Bayern Múnich  | Alemania | 2009/10 |
| Copa de Alemania      | Bayern Múnich  | Alemania | 2009/10 |
| Supercopa de Alemania | Bayern Múnich  | Alemania | 2010    |
| Copa de Alemania      | VfL Wolfsburgo | Alemania | 2014/15 |

### Campeonatos internacionales
| Título          | Club           | País     | Año     |
| --------------- | -------------- | -------- | ------- |
| Copa de la UEFA | PFC CSKA Moscú | Portugal | 2004/05 |
| Copa Intertoto  | Hamburgo S. V. | Alemania | 2007    |

### Distinciones individuales
| Distinción                                 | Año  |
| ------------------------------------------ | ---- |
| Goleador de la Prva HNL                    | 2001 |
| Promesa del año                            | 2001 |
| Premio camisa amarilla de Sportske novosti | 2002 |
| Premio camisa amarilla de Sportske novosti | 2003 |
| Futbolista del año                         | 2009 |
| Futbolista del año                         | 2010 |